# Kerepelősáska
A kerepelősáska (Psophus stridulus) a sáskafélék családjába tartozó, Eurázsiában honos sáskafaj. Nemének egyetlen faja.

## Megjelenése
A kerepelősáska testhossza a hím esetében 19-25 mm, a nőstény 23-35 mm. A hímek sötét- vagy feketésbarnák, karcsúbbak; a nagyobb nőstények világosabb szürkésbarnák, sötétbarnák, néha vörösesbarnák. A torpajzs gerince magas, csúcsban végződik, nincs rajta keresztrovátka, mindkét oldalán van egy-egy kis mélyedés. A hátsó lábakon halványabb foltok láthatók, valamint egy világos gyűrű a térd alatt; a harmadik lábszár sötét. A hímek esetében a szárnyak túlérnek a térden, a nőstényeknél nem érik el a térdet. A csak repüléskor látható hátsó szárnya a füstösbarna szárnyvégek kivételével cinóbervörös (a hímeké sötétebb, a nőstényeké világosabb árnyalatú). 
Két különböző hangot hallat. A hím 1-5 métert spirális alakban repülve (néha pihenés közben is) hátsó szárnyaival feltűnően hangos, kerepelő hangot ad ki, amit valószínűleg a hátsó szárnyak visszaszorítása okoz. Ilyenkor többnyire fél-egy méterrel a növényzet fölött repül, néha azonban akár 5 méter magasra is emelkedhet. Meneküléskor céltudatosabb és közben nem mindig "zörög". A nőstény is kerepelhetnek menekülés közben, de halkabban és általában kevesebbet is repülnek, különösen petéktől elnehezedve. A hímek ezenkívül a lábukat a szárnyhoz dörzsölve is adnak ki hangot.  

### Hasonló fajok
A szerecsensáska hasonlít hozzá.

## Elterjedése
Eurázsiában honos, Észak-Spanyolországtól egészen a Koreai-félszigetig. Magyarországon inkább a hegy-és dombvidékeken (4-500 m felett) él; újabban sok helyen (Kőszegi-hegység, Visegrádi-hegység, Börzsöny) kipusztult vagy nagyon megritkult.

## Életmódja
Hegyi réteken, legelőkön, rövid füvű, száraz-félszáraz, meleg réteken található meg, a francia és olasz Alpokban 2000 méter fölött is. 
Kifejlett példányaival június közepétől novemberig találkozhatunk. Különféle lágyszárú növényekkel táplálkozik. A nőstények a talajba rakják petéiket, amelyekből a következő év  tavaszán (néha két év múlva) kelnek ki a lárvák. Az imágóknál világosabb színű lárvák csak négyszer vedlenek.
Magyarországon nem védett.

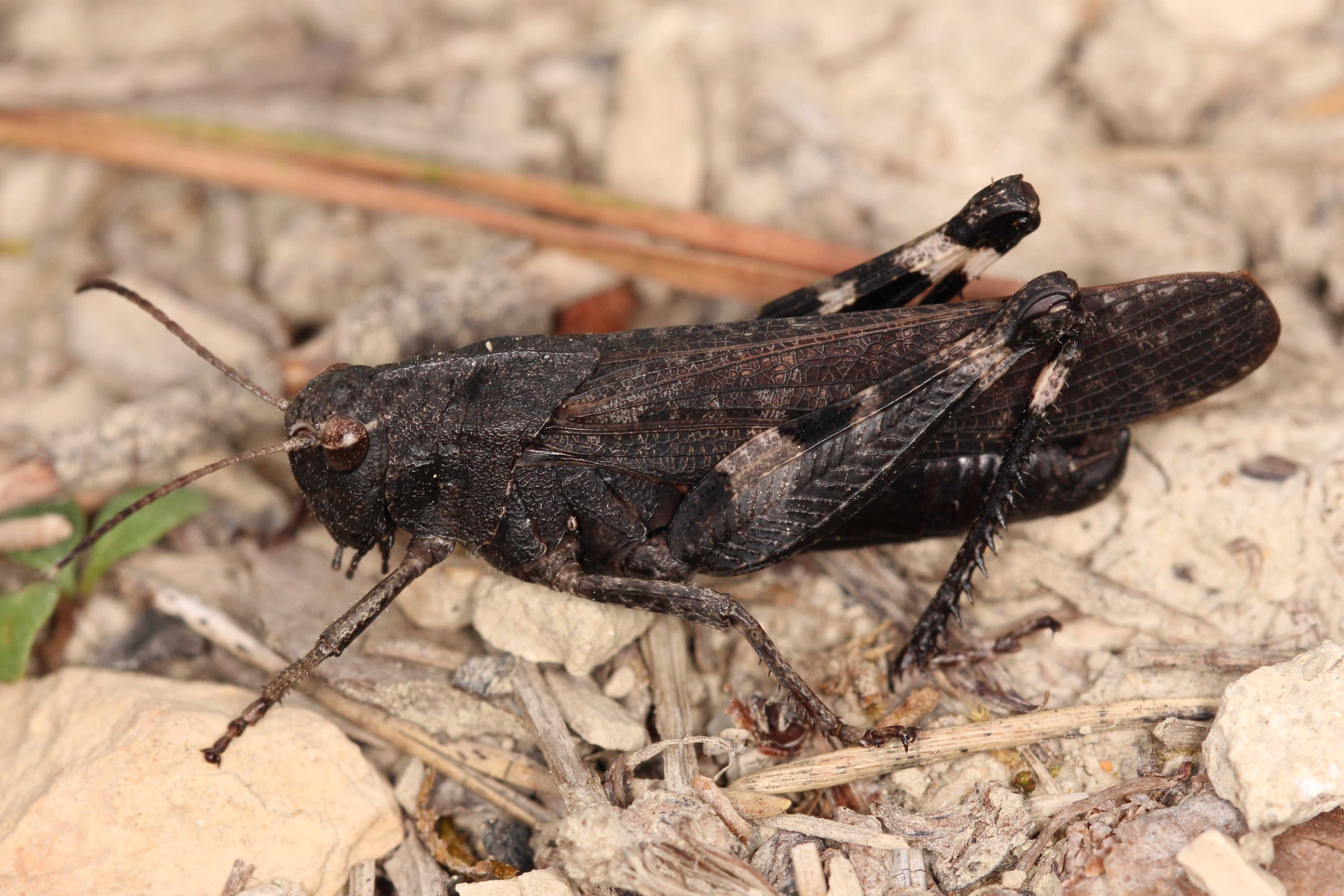
Hím
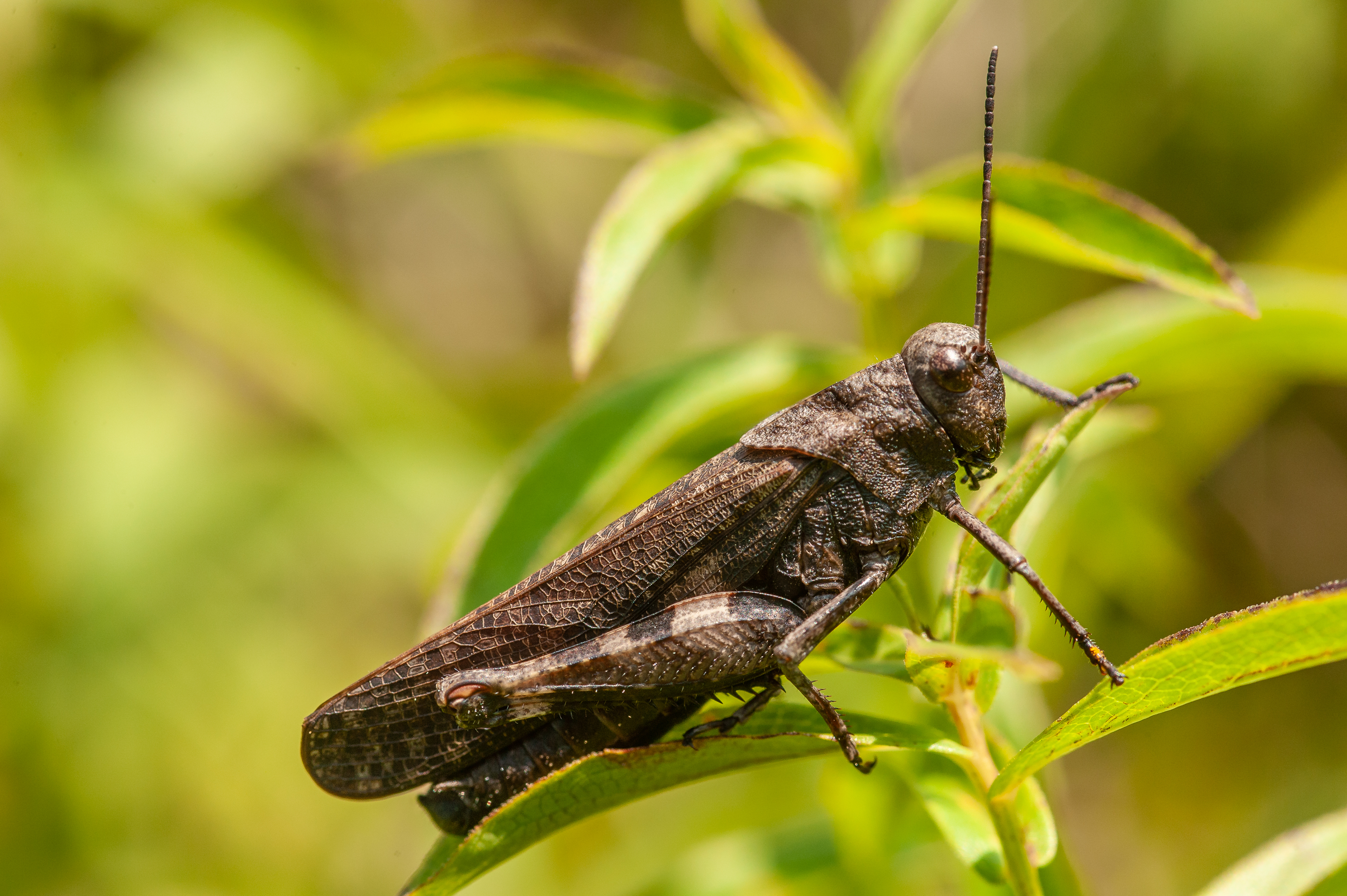
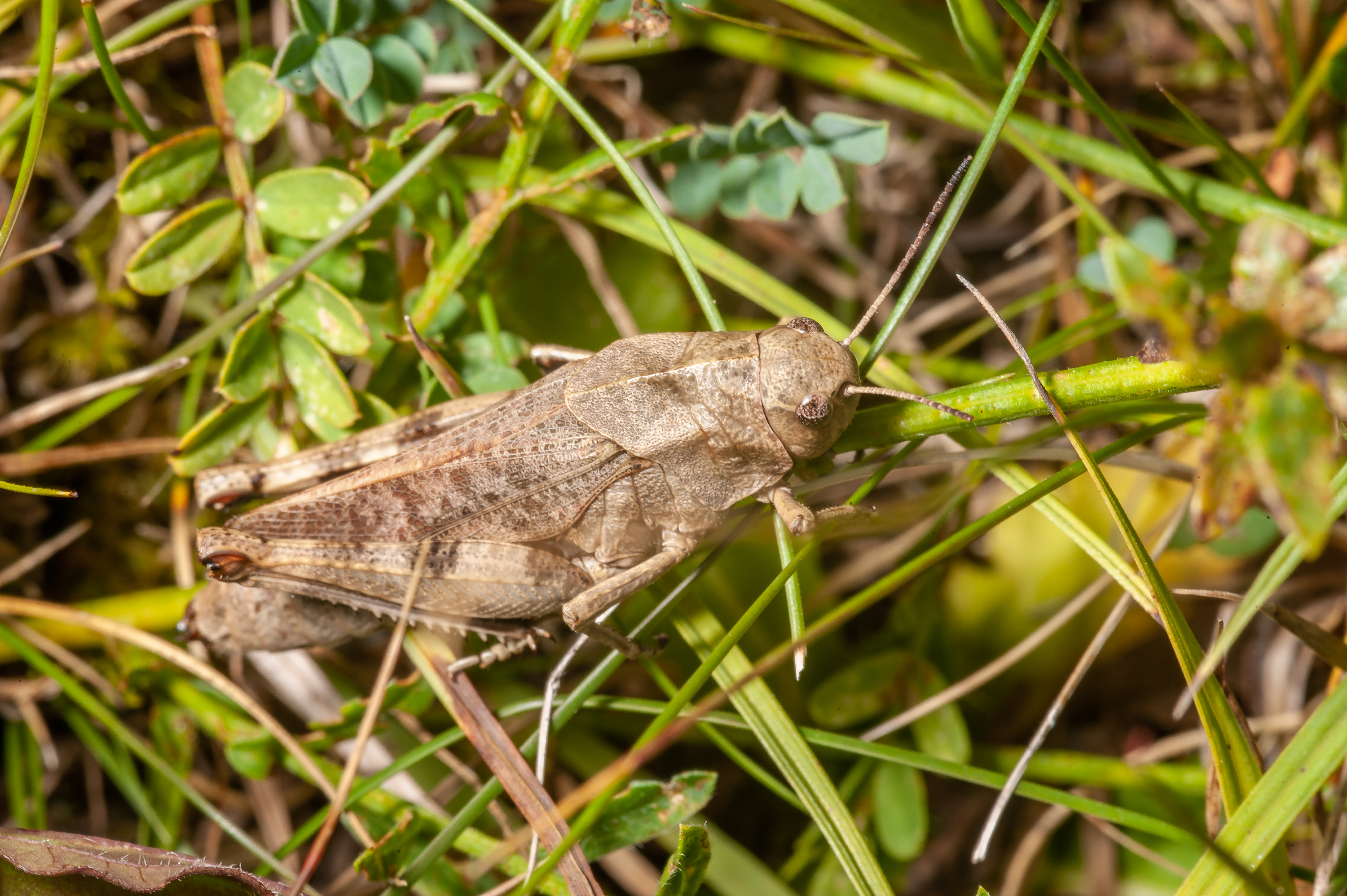
Nőstény
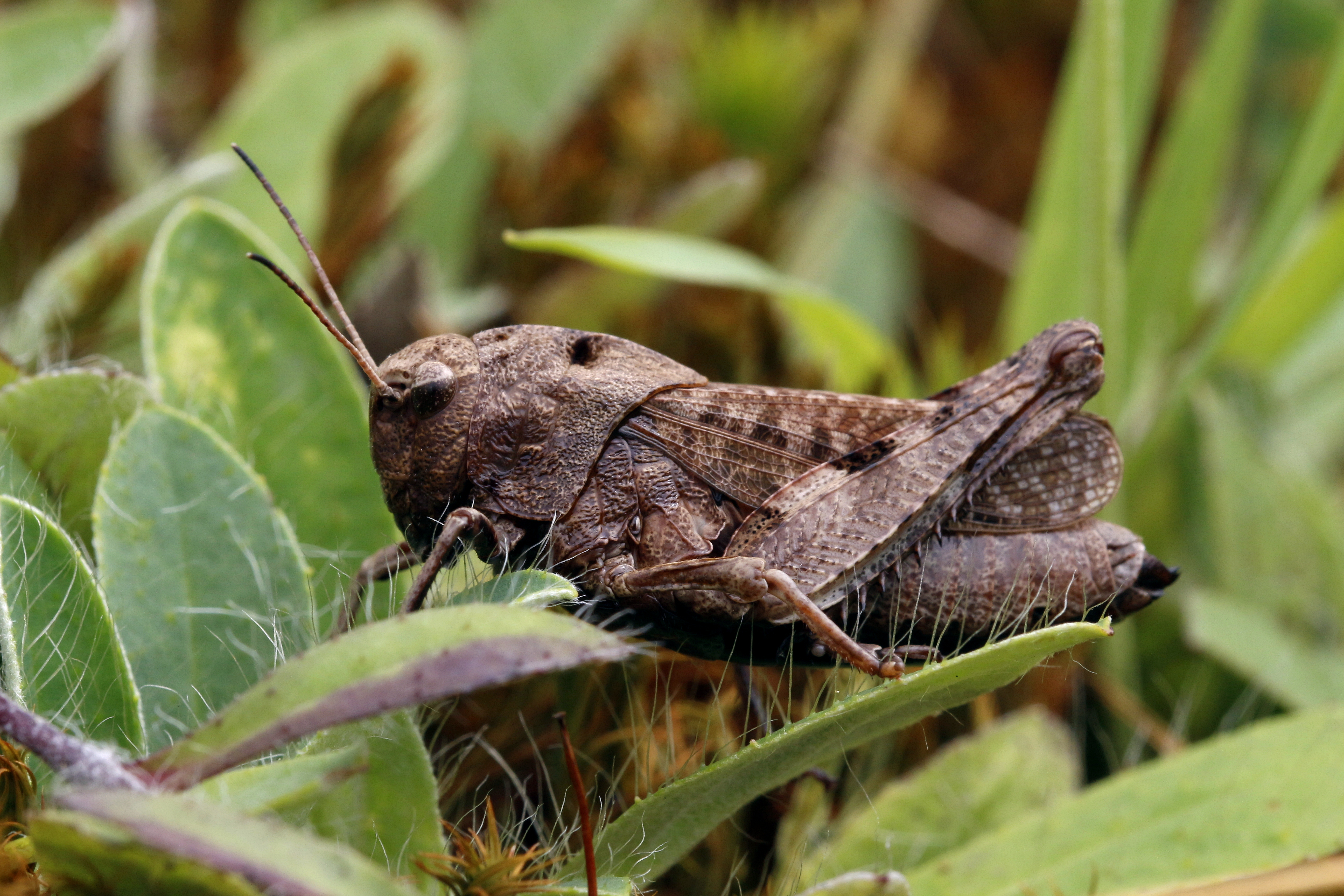
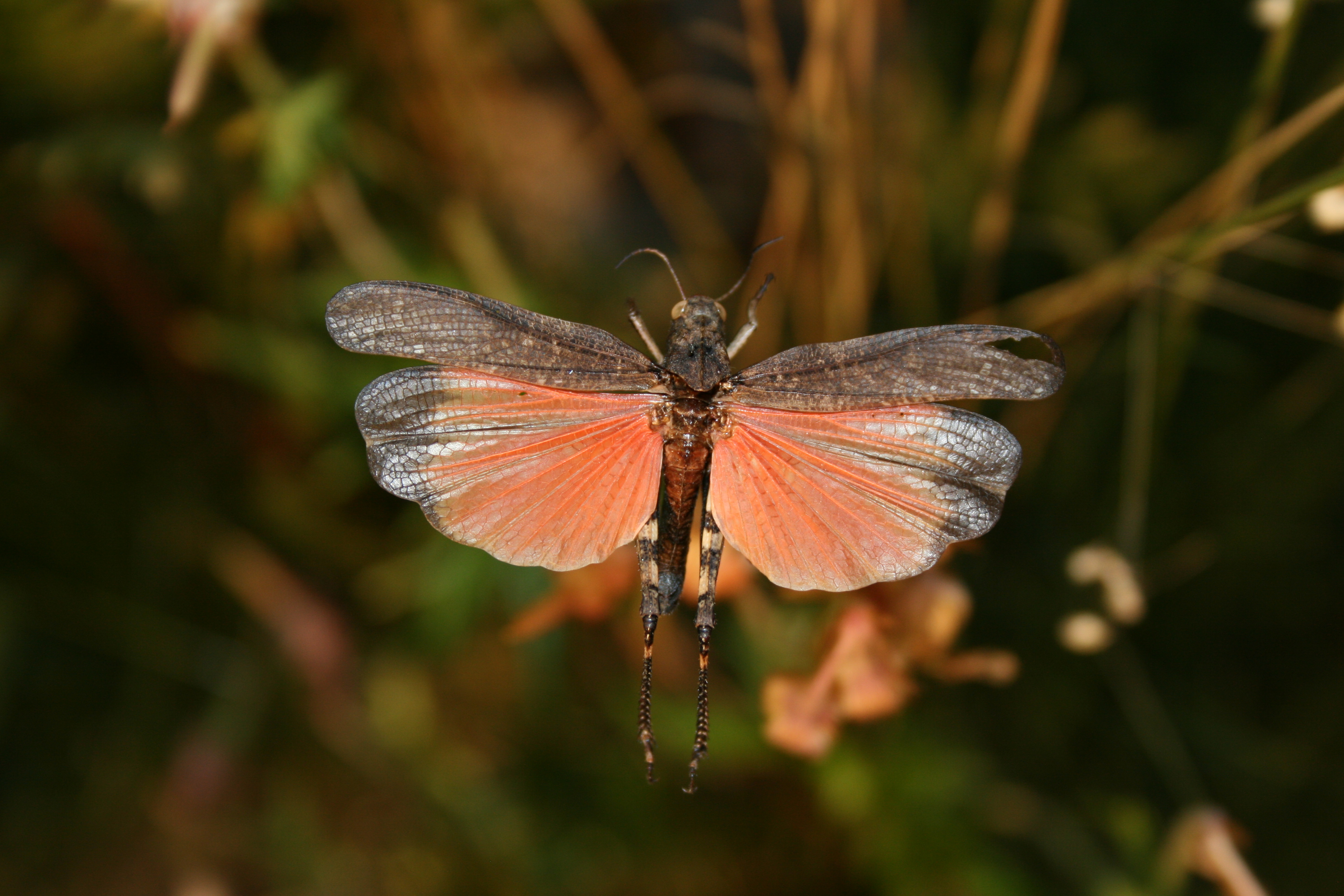
Repülés közben